# 许弗尔斯海姆
许弗尔斯海姆是德国莱茵兰-普法尔茨州的一个市镇。总面积6.55平方公里，总人口1276人，其中男性642人，女性634人（2011年12月31日），人口密度195人/平方公里。